# Bella Vista, San Andrés Tuxtla
Bella Vista är en ort i Mexiko.   Den ligger i kommunen San Andrés Tuxtla och delstaten Veracruz, i den sydöstra delen av landet, 400 km öster om huvudstaden Mexico City. Bella Vista ligger 179 meter över havet och antalet invånare är 154.
Terrängen runt Bella Vista är kuperad norrut, men söderut är den platt. Runt Bella Vista är det ganska tätbefolkat, med 111 invånare per kvadratkilometer. Närmaste större samhälle är San Andres Tuxtla, 6,2 km nordost om Bella Vista. Omgivningarna runt Bella Vista är en mosaik av jordbruksmark och naturlig växtlighet.